# Nunez
Nunez é uma cidade  localizada no estado americano de Geórgia, no Condado de Emanuel.

## Demografia
Segundo o censo americano de 2000, a sua população era de 131 habitantes.
Em 2006, foi estimada uma população de 137, um aumento de 6 (4.6%).

## Geografia
De acordo com o United States Census Bureau tem uma área de 3,5 km², dos quais 3,5 km² cobertos por terra e 0,0 km² cobertos por água. Nunez localiza-se a aproximadamente 60 m acima do nível do mar.

## Localidades na vizinhança
O diagrama seguinte representa as localidades num raio de 28 km ao redor de Nunez.